# Florian Rötzer
Florian Rötzer (* 20. Dezember 1953 in Landshut) ist ein deutscher Journalist und Buchautor.

## Leben
Florian Rötzer studierte in München Philosophie. Er ist Mitgründer und war nahezu 25 Jahre lang Chefredakteur des Online-Magazins Telepolis. Bevor er 1996 beim Heise-Verlag Redakteur wurde, arbeitete er als freier Autor und Publizist mit dem Schwerpunkt Medientheorie und -ästhetik und als Organisator zahlreicher internationaler Symposien.
In der Zeitschrift Kunstforum International gab Rötzer mehrere Bände heraus, darunter „Kunst und Philosophie“, Band 100 (1989), „Von der Utopie der kollektiven Kunst“, Band 116 (1991), „Das neue Bild der Welt“, Band 124 (1993), „Die Zukunft des Körpers“ I und II, Band 132 (1995) und Band 133 (1996), „Kunst und Krieg“, Band 165 (2003). Rötzer war auch Herausgeber der Telepolis-Buchreihe beim dpunkt.verlag sowie der Telepolis-ebooks.
Ende 2020 ging Rötzer 67-jährig in den Ruhestand, Nachfolger wurde Harald Neuber. Seit Anfang Januar 2022 baut Florian Rötzer bei der Vertriebsplattform Buchkomplizen des Westend Verlags das Online-Magazin Overton auf.

## Schriften (Auswahl)
- Französische Philosophen im Gespräch, München 1986, ISBN 978-3-924963-21-7.
- (Hrsg.): Denken, das an der Zeit ist, Frankfurt am Main: Suhrkamp 1988 (2. Auflage, Edition Suhrkamp Nr. 1406) ISBN 3-518-11406-9.
- Digitaler Schein (1991), ISBN 3-518-11599-5.
- Cyberspace. Auf dem Weg zum digitalen Gesamtkunstwerk (Hrsg. mit Peter Weibel)
- Kunst machen? (Hg. mit Sara Rogenhofer), München 1993, ISBN 978-3-924963-23-1.
- Vom Chaos zur Endophysik, München 1995, ISBN 3-924963-59-2.
- Die Telepolis, Urbanität im digitalen Zeitalter (1995), ISBN 3-927901-66-0.[4]
- Das Böse (Hg.), Göttingen 1995, ISBN 3-88243-349-3.
- Digitale Weltentwürfe (1998), ISBN 3-446-19299-9.
- Megamaschine Wissen (1999), ISBN 3-593-36044-6.[5]
- Cyberhypes (Hg. mit R. Maresch, 2001), ISBN 3-518-12202-9.
- Virtuelle Welten – reale Gewalt (2002), ISBN 3-88229-271-7.
- MedienTerrorKrieg (Hg. mit Goedart Palm, 2002), ISBN 3-88229-199-0.
- Renaissance der Utopie (Hg. mit Rudolf Maresch, 2004), ISBN 3-518-12360-2.
- Vom Wildwerden der Städte. Stadtperspektiven (2006), ISBN 3-7643-7462-4.
- Smart Cities im Cyberwar, Frankfurt a. Main 2015, ISBN 978-3-86489-112-0.[6]
- Sein und Wohnen. Philosophische Streifzüge zur Geschichte und Bedeutung des Wohnens. Westend, Frankfurt am Main, 2020, ISBN 978-3-86489-322-3.
- Lesen im Zeitalter der Künstlichen Intelligenz. Über den Wandel einer Kulturtechnik. Transcript, Bielefeld, 2023, ISBN 978-3-8376-6948-0.